# Зора Георгиева
Зора Георгиева (на македонска литературна норма: Зора Георгиева) е театрална актриса от Република Македония, легенда на Струмишкия театър.

## Биография
Родена е на 26 април 1935 година в Струмица, тогава Югославия, днес Северна Македония. От началото на актьорската си кариера в 1953 година до пенсионирането си в 19996 година играе на сцената на Струмишкия театър „Антон Панов“. Георгиева има в репертоара си над 150 роли, за които е ностилка на множество награди и признания. Получава наградата „Войдан Чернодински“ в Прилеп за ролите си на Таня (1967), Бланш Дибоа (1970), Баба ни Ева (1974), Яцинта (1975) и Андромаха (1987). Георгиева е трикратна носителка на наградата на община Струмица. Обявена е за актриса на годината. Умира в Струмица на 31 май 2014 година.
Сред наградите ѝ са:
- Награда на ФКТ „Ристо Шишков“ за ролята на Аманда в „Стъклена менажерия“
- Годишна награда на община Струмица
- Награда за цялостно дело на 36 МТФ „Войдан Чернодрински“, 2001 година.